# Brandon Bass
Pour les articles homonymes, voir Bass.
Brandon Samuel Bass, né le 30 avril 1985 à Bâton-Rouge en Louisiane est un joueur de basket-ball américain. Il évolue au poste d'ailier fort et mesure 2,01 m.

## Biographie

### Carrière universitaire
Il joue deux saisons dans l'équipe universitaire des Tigers de LSU puis se présente à la Draft 2005 de la NBA.

### Carrière professionnelle

#### Hornets de la Nouvelle-Orléans (2005-2007)
Il est sélectionné en 33e position par les Hornets de la Nouvelle-Orléans. Le 24 août 2005, il signe un contrat de plusieurs années avec les Hornets.
Le 24 mars 2006, il est envoyé en D-League chez les 66ers de Tulsa. Il dispute un match avec les 66ers durant lequel il marque 16 points, prend 5 rebonds et contre 2 ballons. Le 29 mars, il est rappelé dans l'effectif des Hornets.
En deux saisons avec les Hornets, il a des moyennes de 2,2 points, 2,2 rebonds, 0,2 contre en 8,6 minutes par match. Il joue un total de 50 matches où il est titularisé dans quatre d'entre eux.

#### Mavericks de Dallas (2007-2009)
Le 26 juillet 2007, il signe un contrat de deux ans avec les Mavericks de Dallas.
Le 1er mars 2009, Bass rentre un tir qui permet à Jason Kidd de réaliser la 10 000e passe décisive de sa carrière.
En deux saisons avec les Mavericks, il a des moyennes de 8,4 points et 4,5 rebonds en 160 rencontres.

#### Magic d'Orlando (2009-2011)
Le 10 juillet 2009, il signe un contrat de quatre ans avec le Magic d'Orlando.
En deux saisons avec le Magic, il a des moyennes de 9,1 points et 4,4 rebonds en 126 rencontres.

#### Celtics de Boston (2011-2015)

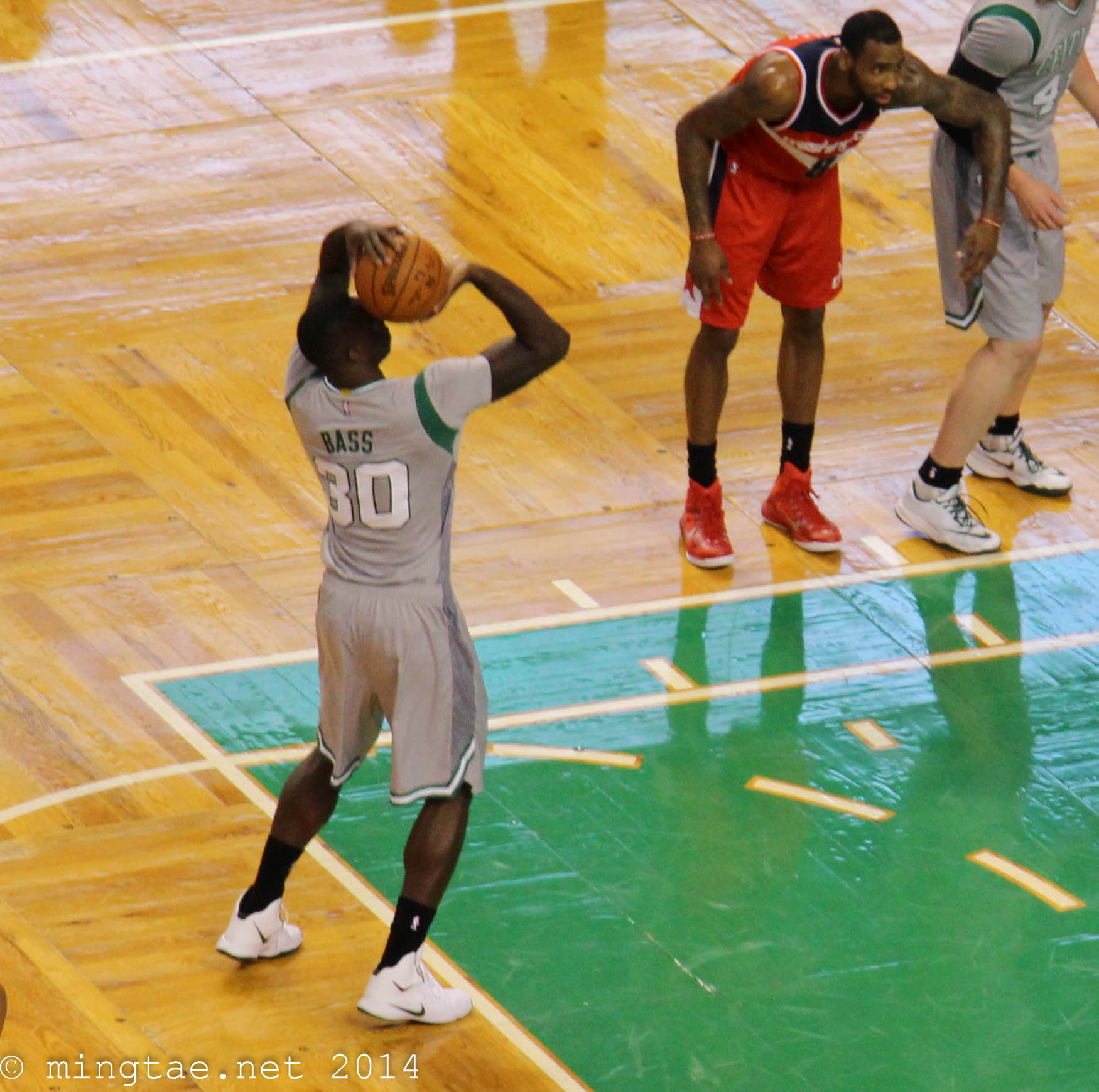
Brandon Bass en décembre 2014

Le 12 décembre 2011, il est échangé par le Magic contre Glen Davis et Von Wafer et signe aux Celtics de Boston. Le 25 décembre, lors de son premier match de saison régulière avec les Celtics, il marque 20 points et prend 11 rebond mais ne peut empêcher la défaite des siens 104 à 106 chez les Knicks de New York. Le 21 mai 2012, Bass établit son record de points en playoffs avec 27 unités pour aider les Celtics a mené la série 3 matches à 2 contre les 76ers de Philadelphie. Les Celtics remportent la série mais sont éliminés au tour suivant par le Heat de Miami. Lors de la saison 2011-2012, Bass établit ses records en moyenne de points avec 12,5 et de rebonds avec 6,2, ce qui a permis d'intensifier l'attaque et la défense des Celtics.
Le 14 juillet 2012, il prolonge avec les Celtics et signe un contrat de 20 millions de dollars sur trois ans.
En janvier 2015, Bass regagne le poste de titulaire et termine la saison avec des moyennes de 10,6 points et 4,9 rebonds par match.

#### Lakers de Los Angeles (2015-2016)
Le 9 juillet 2015, il signe aux Lakers de Los Angeles pour 2,8 millions de dollars.
Le 28 octobre, il fait ses débuts avec les Lakers lors du match d'ouverture de la saison contre les Timberwolves du Minnesota et termine la rencontre avec 2 points et 6 rebonds dans la défaite des siens 112 à 111.
Le 20 janvier 2016, il réalise son meilleur match de la saison en marquant 18 points lors de la défaite chez les Kings de Sacramento.
À la fin de la saison, en avril 2016, il décline sa player option de 3,1 millions de dollars pour devenir agent libre et tester le marché.

#### Clippers de Los Angeles (2016-2017)
Le 16 juillet 2016, il choisit de rejoindre les Clippers de Los Angeles pour le minimum vétéran soit un contrat d'1,55 million de dollars sur un an.

## Statistiques

### Universitaires
| Saison    | Équipe | Matchs | Titul. | Min./m | % Tir | % 3pts | % LF | Rbds/m. | Pass/m. | Int/m. | Ctr/m. | Pts/m. |
| --------- | ------ | ------ | ------ | ------ | ----- | ------ | ---- | ------- | ------- | ------ | ------ | ------ |
| 2003-2004 | LSU    | 29     | 29     | 35,0   | 51,1  | 27,8   | 78,3 | 7,38    | 0,59    | 0,72   | 1,93   | 12,76  |
| 2004-2005 | LSU    | 30     | 30     | 33,6   | 56,7  | 46,2   | 77,7 | 9,07    | 0,83    | 0,80   | 1,60   | 17,33  |
| Carrière  |        | 59     | 59     | 34,3   | 54,3  | 38,6   | 78,0 | 8,24    | 0,71    | 0,76   | 1,76   | 15,08  |

### Professionnels

#### Saison régulière NBA
| Saison    | Équipe              | Matchs | Titul. | Min./m | % Tir | % 3pts | % LF | Rbds/m. | Pass/m. | Int/m. | Ctr/m. | Pts/m. |
| --------- | ------------------- | ------ | ------ | ------ | ----- | ------ | ---- | ------- | ------- | ------ | ------ | ------ |
| 2005–2006 | La Nouvelle-Orléans | 29     | 1      | 9,2    | 40,0  | 0,0    | 63,2 | 2,34    | 0,10    | 0,10   | 0,24   | 2,34   |
| 2006–2007 | La Nouvelle-Orléans | 21     | 3      | 7,7    | 34,1  | 0,0    | 75,0 | 2,05    | 0,14    | 0,10   | 0,14   | 2,00   |
| 2007–2008 | Dallas              | 79     | 1      | 19,7   | 49,9  | 0,0    | 82,2 | 4,39    | 0,73    | 0,28   | 0,61   | 8,28   |
| 2008–2009 | Dallas              | 81     | 0      | 19,4   | 49,9  | 0,0    | 86,7 | 4,53    | 0,53    | 0,33   | 0,68   | 8,47   |
| 2009–2010 | Orlando             | 50     | 3      | 13,0   | 51,1  | 0,0    | 82,5 | 2,54    | 0,38    | 0,24   | 0,54   | 5,80   |
| 2010–2011 | Orlando             | 76     | 51     | 26,1   | 51,5  | 0,0    | 81,5 | 5,58    | 0,75    | 0,36   | 0,68   | 11,24  |
| 2011–2012 | Boston              | 59     | 39     | 31,7   | 47,9  | 0,0    | 81,0 | 6,19    | 0,93    | 0,58   | 0,92   | 12,51  |
| 2012–2013 | Boston              | 81     | 69     | 27,6   | 48,6  | 0,0    | 86,0 | 5,25    | 1,04    | 0,54   | 0,79   | 8,65   |
| 2013–2014 | Boston              | 82     | 73     | 27,6   | 48,6  | 33,3   | 85,8 | 5,73    | 1,06    | 0,44   | 0,87   | 11,11  |
| 2014–2015 | Boston              | 82     | 43     | 23,5   | 50,4  | 28,1   | 79,0 | 4,85    | 1,27    | 0,50   | 0,39   | 10,56  |
| 2015–2016 | LA Lakers           | 66     | 0      | 20,3   | 54,9  | 0,0    | 84,5 | 4,32    | 1,12    | 0,50   | 0,83   | 7,17   |
| Carrière  |                     | 706    | 283    | 22,4   | 49,6  | 20,0   | 82,9 | 4,70    | 0,83    | 0,40   | 0,66   | 8,90   |

Dernière mise à jour le 13 avril 2016.

#### Playoffs NBA
| Saison   | Équipe  | Matchs | Titul. | Min./m | % Tir | % 3pts | % LF | Rbds/m. | Pass/m. | Int/m. | Ctr/m. | Pts/m. |
| -------- | ------- | ------ | ------ | ------ | ----- | ------ | ---- | ------- | ------- | ------ | ------ | ------ |
| 2008     | Dallas  | 5      | 0      | 26,6   | 47,2  | 0,0    | 96,0 | 6,80    | 0,40    | 0,60   | 0,60   | 11,60  |
| 2009     | Dallas  | 10     | 0      | 19,2   | 55,0  | 0,0    | 90,3 | 4,10    | 0,70    | 0,70   | 0,40   | 9,40   |
| 2010     | Orlando | 7      | 0      | 6,0    | 53,8  | 0,0    | 83,3 | 1,14    | 0,14    | 0,00   | 0,00   | 2,71   |
| 2011     | Orlando | 6      | 6      | 23,2   | 42,1  | 0,0    | 92,3 | 4,17    | 0,33    | 0,50   | 0,83   | 7,33   |
| 2012     | Boston  | 20     | 20     | 30,4   | 46,3  | 0,0    | 92,2 | 5,25    | 0,75    | 0,70   | 0,50   | 11,05  |
| 2013     | Boston  | 6      | 5      | 33,9   | 48,3  | 0,0    | 80,0 | 6,67    | 1,17    | 0,33   | 0,17   | 6,67   |
| 2015     | Boston  | 4      | 4      | 21,5   | 35,0  | 0,0    | 60,0 | 2,00    | 2,50    | 0,25   | 0,75   | 5,00   |
| Carrière |         | 58     | 35     | 24,2   | 47,2  | 0,0    | 89,0 | 4,50    | 0,76    | 0,52   | 0,45   | 8,55   |

Dernière mise à jour le 26 avril 2015.

#### Saison régulière D-League
| Saison    | Équipe | Matchs | Titul. | Min./m | % Tir | % 3pts | % LF | Rbds/m. | Pass/m. | Int/m. | Ctr/m. | Pts/m. |
| --------- | ------ | ------ | ------ | ------ | ----- | ------ | ---- | ------- | ------- | ------ | ------ | ------ |
| 2005-2006 | Tulsa  | 1      | 0      | 24,7   | 53,8  | 0,0    | 50,0 | 5,0     | 0,0     | 0,0    | 2,0    | 16,0   |
| Carrière  |        | 1      | 0      | 24,7   | 53,8  | 0,0    | 50,0 | 5,0     | 0,0     | 0,0    | 2,0    | 16,0   |

## Records personnels sur une rencontre en NBA
Les records personnels de Brandon Bass, officiellement recensés par la NBA sont les suivants :
| Type de statistique        | Saison régulière | Saison régulière                              | Saison régulière                  | Playoffs | Playoffs                                                        | Playoffs                    |
| Type de statistique        | Record           | Adversaire                                    | Date                              | Record   | Adversaire                                                      | Date                        |
| -------------------------- | ---------------- | --------------------------------------------- | --------------------------------- | -------- | --------------------------------------------------------------- | --------------------------- |
| Points                     | 27               | @ Pistons de Détroit                          | 3 décembre 2010                   | 27       | 76ers de Philadelphie                                           | 21 mai 2012                 |
| Paniers marqués            | 11               | @ Pistons de Détroit                          | 3 décembre 2010                   | 9        | 76ers de Philadelphie                                           | 21 mai 2012                 |
| Paniers tentés             | 19               | 76ers de Philadelphie @ Bobcats de Charlotte  | 18 décembre 2010 15 avril 2012    | 15       | 76ers de Philadelphie                                           | 14 mai 2012                 |
| Paniers à 3 points réussis | 1                | 11 fois                                       |                                   |          |                                                                 |                             |
| Paniers à 3 points tentés  | 2                | 6 fois                                        |                                   | 1        | @ Hornets de La Nouvelle-Orléans                                | 19 avril 2008               |
| Lancers francs réussis     | 10               | Heat de Miami                                 | 1er avril 2012                    | 12       | Nuggets de Denver                                               | 9 mai 2009                  |
| Lancers francs tentés      | 12               | @ Warriors de Golden State Knicks de New York | 30 mars 2008 8 janvier 2009       | 14       | Nuggets de Denver                                               | 9 mai 2009                  |
| Rebonds offensifs          | 10               | @ Magic d'Orlando                             | 8 mars 2015                       | 6        | Hornets de La Nouvelle-Orléans @ Hornets de La Nouvelle-Orléans | 27 avril 2008 29 avril 2008 |
| Rebonds défensifs          | 11               | Grizzlies de Memphis Clippers de Los Angeles  | 27 novembre 2013 11 décembre 2013 | 9        | @ Knicks de New York                                            | 20 avril 2013               |
| Rebonds totaux             | 17               | @ Magic d'Orlando                             | 8 mars 2015                       | 10       | 3 fois                                                          |                             |
| Passes décisives           | 5                | 3 fois                                        |                                   | 4        | 76ers de Philadelphie                                           | 26 mai 2012                 |
| Interceptions              | 5                | @ Kings de Sacramento                         | 7 janvier 2016                    | 4        | @ Heat de Miami                                                 | 9 juin 2012                 |
| Contres                    | 4                | 6 fois                                        |                                   | 2        | 6 fois                                                          |                             |
| Balles perdues             | 5                | @ Wizards de Washington Bucks de Milwaukee    | 13 mars 2010 5 avril 2011         | 3        | @ Hornets de La Nouvelle-Orléans                                | 22 avril 2008               |
| Minutes jouées             | 43               | @ Lakers de Los Angeles                       | 11 mars 2012                      | 42       | Knicks de New York                                              | 3 mai 2013                  |

- Double-double : 30 (au terme de la Saison NBA 2015-2016)
- Triple-double : aucun.

## Palmarès

### En club
- Champion de la Division Sud-Est en 2010 avec le Magic d'Orlando.
- Champion de la Division Atlantique en 2012 avec les Celtics de Boston.

### Distinctions personnelles
- Joueur de l'année de la conférence SEC en 2005.
- Second-team Parade All-American en 2003.

## Salaires
| Année       | Équipe              | Salaire      |
| ----------- | ------------------- | ------------ |
| 2005-2006   | La Nouvelle-Orléans | 398 762 $    |
| 2006-2007   | La Nouvelle-Orléans | 664 209 $    |
| 2007-2008   | Dallas              | 770 610 $    |
| 2008-2009   | Dallas              | 826 269 $    |
| 2009-2010   | Orlando             | 4 000 000 $  |
| 2010-2011   | Orlando             | 4 000 000 $  |
| 2011-2012*  | Boston              | 4 250 000 $  |
| 2012-2013   | Boston              | 6 000 000 $  |
| 2013-2014   | Boston              | 6 450 000 $  |
| 2014-2015   | Boston              | 6 900 000 $  |
| 2015-2016   | LA Lakers           | 3 000 000 $  |
| Total Gains |                     | 37 259 850 $ |
| 2015-2016   | LA Clippers         | 1 550 000 $  |

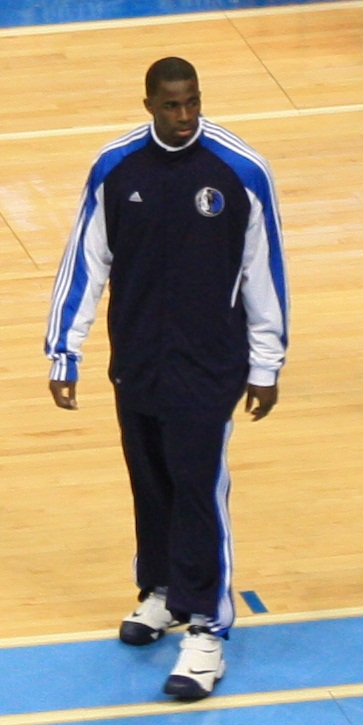
Brandon Bass en mai 2009

Note : * En 2011, le salaire moyen d'un joueur évoluant en NBA est de 5 150 000 $.

## Vie privée
Le frère cadet de Bass, Chris, a joué dans l'équipe de basket-ball de l'université de Louisiana State.
Fan de hip-hop, Bass a écrit plusieurs morceaux de rap depuis qu'il a 11 ans et les enregistre depuis qu'il en a 16. Dans ses musiques, son sujet principal est sa vie.
Bass est marié à Melissa Prejean. Ensemble, ils ont un garçon, Brandon Jr. et une fille, Bella.